# Accordiella
Accordiella es un género de foraminífero bentónico de la familia Chrysalidinidae, de la superfamilia Chrysalidinoidea, del suborden Textulariina y del orden Textulariida. Su especie tipo es Accordiella conica. Su rango cronoestratigráfico abarca desde el Coniaciense hasta el Santoniense (Cretácico superior).

## Discusión
Clasificaciones previas incluían Accordiella en la subfamilia Pfenderininae, de la familia Pfenderinidae, de la superfamilia Ataxophragmioidea.

## Paleoecología
Accordiella incluía especies con un modo de vida bentónico infaunal, de distribución latitudinal tropical-subtropical (Tetis), y habitantes de medio sublitoral interno.

## Clasificación
Accordiella incluye a la siguiente especie:
- Accordiella conica